# 청각 마스킹
청각 마스킹(Auditory Masking)이란 소리가 다른 소음, 잡음 등으로 인해 묻혀 들리지 않는 현상을 일컬으며, 음향 마스킹 또는 마스킹 효과(Masking Effect)라고도 한다. 음악 소리를 크게 틀어두면 주변 사람의 목소리가 잘 들리지 않는 것이 대표적인 예시이며, 이 때 음악 소리는 방해음(Masker), 사람의 목소리는 목적음(Maskee)이다.
음향학적으로 더 정확히 이야기 하면 방해음에 의해 음의 최소 가청 한계값이 상승하는 현상을 마스킹이라고 한다. 그리고 그 상승량을 마스킹 양 이라고 한다.
마스킹 현상은 두 소리의 주파수 영역이 가까우면 가까울수록 더 커진다. 또한, 방해음의 주파수가 목적음 보다 높을 때 보다는 낮을 때 마스킹 양이 더 커진다.

## 같이 보기
- 사운드 마스킹